# Mikkel Bogh
Mikkel Bogh (født 17. december 1963) er rektor for Det Kongelige Danske Kunstakademis Billedkunstskoler og var fra 1. maj 2014 til 1. maj 2023 direktør for Statens Museum for Kunst.
Han er uddannet kunsthistoriker ved Københavns Universitet, tidligere ansat som lektor ved Moderne Kultur, Københavns Universitet. Har publiceret en række artikler og katalogtekster om dansk og international samtidskunst og ældre kunst. Har siden slutningen af 1980'erne virket som underviser, kunstkritiker, kurator og forsker. Bogh er redaktør af kunstmagasinet Sum, som udgives af Det Kongelige Danske Kunstakademi.
I 2011 modtog han N.L. Høyen Medaljen. 5. marts 2012 blev han Ridder af Dannebrog.

## Udgivelser
- (med Magnus Thorø Clausen, Carsten Thau og Rikke Warming) Ib Braase, Borgen 2005.
- Det usete billede, Aschehoug 2006.
- (Med Anders Troelsen og Anne Ring Petersen) Thomas Bang. Apparatur til en ustabil verden, Ny Carlsberg Glyptotek 2009.